# بكورية (نبات)
البكورية أو الآذَرْيُونُ أو الكَحْلَى أو الكَحْلاَء أو الكَحْلَة أو القَطِيْفة جنس نباتي ينتمي إلى الفصيلة النجمية. يضم هذا الجنس ما بين اثني عشر وعشرين نوعًا من النباتات موطن معظمها حوض البحر الأبيض المتوسط. تنبت في الأراضي الرملية والزراعية المهملة في الساحل والجبال الساحلية والداخلية.

## التسمية
إشارة إلى اليوم الأول من الشهر عند الرومان للدلالة على استمرارية إزهارها. من أسمائها المتناقلة أذريون.

## من أنواعهاالواطنةفيالوطن العربي
- بكورية إيكرلين (باللاتينية: Calendula eckerleinii) في المغرب العربي
- البكورية الجزائرية (باللاتينية: Calendula algeriensis) في المغرب العربي
- البكورية الحقلية (باللاتينية: Calendula arvensis) في حوض البحر الأبيض المتوسط
- البكورية الرمادية (باللاتينية: Calendula incana) في المغرب العربي وإسبانيا والبرتغال وصقلية وسردينيا
- البكورية الشجيرية (باللاتينية: Calendula suffruticosa) في المغرب العربي وإيطاليا وإسبانيا والبرتغال
- البكورية الفلسطينية (باللاتينية: Calendula palestina) في بلاد الشام
- بكورية لانزا (باللاتينية: Calendula lanzae) في المغرب العربي
- البكورية مجنحة الثمار (باللاتينية: Calendula tripterocarpa) في مناطق حوض البحر الأبيض المتوسط العربية وإسبانيا
- البكورية المغربية (باللاتينية: Calendula maroccana) في المغرب العربي
- بكورية موزيلية (باللاتينية: Calendula meuselii) في المغرب العربي
- البكورية نخنية البذور (باللاتينية: Calendula pachysperma) في بلاد الشام
- البكورية النجمية (باللاتينية: Calendula stellata) في المغرب العربي

## من أنواعها غير الموجودة في الوطن العربي
- البكورية الأمريكية (باللاتينية: Calendula americana)
- البكورية البحرية (باللاتينية: Calendula maritima)
- البكورية الثنائية اللون (باللاتينية: Calendula bicolor)
- البكورية الذهبية (باللاتينية: Calendula aurea)
- البكورية الشاحبة (باللاتينية: Calendula glauca)
- البكورية الصغيرة الأوراق (باللاتينية: Calendula microphyla)
- البكورية الصيفية (باللاتينية: Calendula aestivalis)
- البكورية الطبية (باللاتينية: Calendula officinalis)
- البكورية الفارسية (باللاتينية: Calendula persica)
- البكورية الكتانية الأوراق (باللاتينية: Calendula linifolia)
- البكورية الماديرية (باللاتينية: Calendula maderensis)
- البكورية المجنحة (باللاتينية: Calendula alata)
- البكورية المسننة (باللاتينية: Calendula denticulata)
- البكورية النجمية (باللاتينية: Calendula stellata)